# John Kenyon
Pour les articles homonymes, voir Kenyon.
John Kenyon (1784-1856) est un mécène et un poète britannique.

## Biographie
Le fils de riches propriétaires d'une plantation en Jamaïque. Il passe la plus grande partie de sa vie en Angleterre. Il fait ses études à la même école que le père de Robert Browning et fréquente Cambridge en même temps que celui d'Elizabeth Barrett. Il affirme d'ailleurs, sans que ce point soit avéré, être un lointain cousin de la famille Barrett. 

## Son soutien à Robert Browning et Elizabeth Barrett
Il devient plus tard l'admirateur tant de Robert Browning que d'Elizabeth Barrett. Cultivé, d'humeur agréable, généreux, il les soutient jusques et y compris par le legs de 11 000 £ qu'il leur fait, et qui leur assure la sécurité financière. 
En 1845, Robert Browning lui dédie son Dramatic Romances and Lyrics. De son côté, Elizabeth Barrett Browning lui dédiera en 1856 son long poème semi-autobiographique Aurora Leigh.
John Kenyon, tout comme Elizabeth Barrett et son mari Robert Browning, appartiennent à des familles dont les racines se trouvent dans les Indes occidentales (à la Jamaïque, pour John Kenyon et Elizabeth Barrett).